# یواس‌اس ژوزفین (اس‌پی-۱۲۴۳)
یواس‌اس ژوزفین (اس‌پی-۱۲۴۳) (به انگلیسی: USS Josephine (SP-1243)) یک کشتی بود که طول آن ۸۲ فوت (۲۵ متر) بود. این کشتی در سال ۱۹۰۵ ساخته شد.